# Gothra
Gothra là một thị trấn thống kê (census town) của quận Jhunjhunun thuộc bang Rajasthan, Ấn Độ.

## Địa lý
Gothra có vị trí 25°50′B 75°36′Đ / 25,83°B 75,6°Đ Nó có độ cao trung bình là 328 mét (1076 feet).

## Nhân khẩu
Theo điều tra dân số năm 2001 của Ấn Độ, Gothra có dân số 21.819 người. Phái nam chiếm 54% tổng số dân và phái nữ chiếm 46%. Gothra có tỷ lệ 77% biết đọc biết viết, cao hơn tỷ lệ trung bình toàn quốc là 59,5%: tỷ lệ cho phái nam là 86%, và tỷ lệ cho phái nữ là 67%. Tại Gothra, 10% dân số nhỏ hơn 6 tuổi.